# World Internet Project
Le World Internet Project (WIP) est un projet international collaboratif de recherche associant un certain nombre d'institutions universitaires. il est né au Center for Communication Policy (en) de l'UCLA et a été fondé avec l'École NTU (études de la communication) de Singapour et avec l'observatoire Osservatorio Internet Italia de l'Université Bocconi de Milan (Italie). 

## Objectifs du projet
Le projet repose sur le fait que l'Internet et la technologie numérique sont un phénomène transnational qui a une influence croissante qui pourrait l'amener à devenir plus important que la télévision et les médias papiers dans la vie des hommes, constituant un bouleversement au moins comparable à celui de la révolution industrielle ou l'imprimerie. 
Les porteurs du projet estiment que la Société de l'information associée à l'Internet, quel que soit son système d'accès/distribution (PC, téléviseur, accès sans fil, Internet par satellite ou système à venir) va transformer notre vie psychique, sociale, politique et économique.  
Le projet vise à comprendre les enjeux et implications de ce phénomène dans le monde entier, en commençant par 25 pays.
Étant donné l'importance de ces enjeux, les NTIC et les changements qu'elles peuvent induire ou induisent déjà méritent d'être étudiés, documentés et évalués dans leurs effets, tant pour les individus et les ménages qui ont accès à l'Internet que pour les États. C'est l'objectif du WIP.

## Gouvernance
Les travaux coordonnés par le WIP sont collaborativement portés par des chercheurs d'Universités et d'instituts de recherche dispersés dans le monde. 
Le WIP promeut et mène des recherches détaillées, aboutissant à de nombreuses publications. 
Il organise des conférences annuelles faisant le point sur les recherches en cours sur l'impact des NTIC. 
Il s'est engagé à partager les résultats de ses travaux avec les décideurs (élus, chefs d'entreprises), les collectivités publiques ainsi que des journalistes, des parents, des enseignants et des citoyens intéressés.

## Membres du projet
Au 20 juillet 2011, des collaborateurs référents nationaux étaient présents sur tous les continents : ils étaient :
- Australie - ARC Centre of Excellence for Creative Industries and Innovation (CCI / Centre d'excellence pour les industries créatives et l'innovation ), Institute for Social Research (Institut pour la recherche sociale), Université de technologie de Swinburne
- Brésil Instituto Brazilero de Economia e Tecnologia (Institut brésilien d'économie et de technologie ) ;
- Canada - Canadian Internet Project (CIP). Recherche Internet Canada (RIC) ;
- Cap-Vert - Inove Research ;
- Chili - School of Communications, Pontificia Universidad Catolica de Chile (UC) ;
- Chine - Académie chinoise des sciences sociales ;
- Colombie - Centro de investigation de las telecomuniciones (CINTEL) ; Centre d'étude des télécommunications ;
- Chypre - Cyprus University of Technology Faculty of Applied Arts and Communication (Département des études de communication t de l'Internet)
- République tchèque - Faculté des sciences humaines de Masaryk, Université de Brno ;
- Équateur - Universidad de los Hemisferios ;
- France - Centre de recherches politiques ;
- Allemagne - Deutsches Digital Institut (Institut allemand numérique) ;
- Hongrie -  ITHAKA- Information Society and Network Research Center (Centre d'étude de la société de l'information et des réseaux) ;
- Inde - School of Journalism and New Media Studies, IGNOU (École de journalisme et des nouveaux médias) ;
- Iran - Faculté des Sciences économiques et sociales, Université d'Alzahra ;
- Israël - The Research Center for Internet Psychology (CIP / Centre de recherche sur la psychologie d'Internet) ; Sammy Ofer School of Communications, The Interdisciplinary Center (IDC) ;
- Italie - SDA Bocconi, Université Bocconi ;
- Japon - Département des médias et des communications, Université Toyo ;
- Macao - Université de Macao ;
- Mexique - Tecnológico de Monterreyv ;
- Nouvelle-Zélande - Institute of Culture, Discourse & Communication, (Institut de la Culture, du discours & de la communication), Université AUT ;
- Pologne -  Unité de Recherche et d'Analyses , de Gazeta.pl ;
- Portugal -  Lisbon Internet and Networks International Research Programme  (LINI) http://www.lini-research.org/np4/home
- Singapour - Singapore Internet Research Centre (SiRC / Centre de recherches sur l'Internet de Singapour), Université technologique de Nanyang ;
- Afrique du Sud - Université de Witwatersrand ;
- Corée du Sud - Université de Yonsei ;
- Espagne - Internet Interdisciplinary Institute (IN3 / Institut interdisciplinaire de l'Internet), Université ouverte de Catalogne ou UOC) ;
- Suède -  .SE (The Internet Infrastructure Foundation) ;
- Suisse -  Division on Media Change & Innovation, IPMZn Institute of Mass Communication et Media Research, Université de Zurich ;
- Taiwan - Département d'administration publique, Université nationale Chengchi ;
- Émirats arabes unis - « Emirates Internet Project » (EIP) du Mass Communication Department - Université américaine de Sharjah ;
- Royaume-Uni - Oxford Internet Institute, Université d'Oxford ;
- Uruguay - Université catholique de l'Uruguay ;
- États-Unis - Center for the Digital Future (Centre pour le futur numérique), USC Annenberg School for Communication and Journalism.